# Odontoglossum
Odontoglossum es un género que contiene alrededor de 330 especies dentro de la familia de las Orquidáceas.
Es originario de Sudamérica.

## Descripción
Las Odontoglossum son plantas epífitas simpodiales, con pseudobulbos comprimidos. Se cuentan alrededor de 300 especies y la mayor parte se sitúan en altitudes comprendidas entre los 1500 y 3000 metros.  
Las Odontoglossum se pueden hibridar con géneros cercanos dando lugar a especies intergenéricas tales como las de Colmanara, Odontocidium, Burregeara y Vuylstekeara.

## Distribución y hábitat
Las Odontoglossum son un género de orquídeas originarias de las montañas de Suramérica región de los Andes, estas son las orquídeas frías, las que se pueden poner en un patio resguardado. 

## Cultivo
- Luz

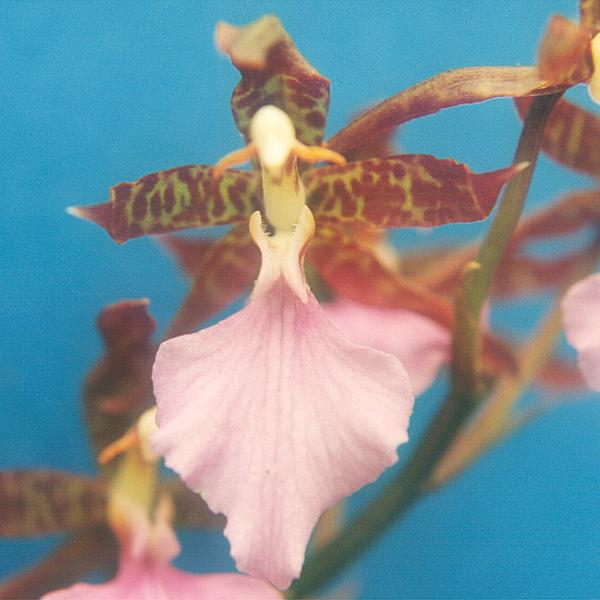
Odontoglossum bictoniense

Estas plantas aguanta una luminosidad muy intensa a condición de que no se las ponga a pleno sol entre 21000 lux y 43000 lux.
En el verano se pueden situar en el exterior en un lugar ventilado para evitar cualquier polvo en las hojas.
- Temperatura

Son las condiciones de una Sierra fría las que les convienen con un verano con temperaturas nocturnas entre 10° y 12 °C y un máximo de 20 a 24 ªC durante el día, en Invierno aguantan los 7º por la noche y los 18º por el día.
- Riegos

Estas plantas exigen una cierta humedad, durante su desarrollo no se les debe dejar secar completamente el sustrato. Las odontoglossum no conocen ningún periodo de reposo, en el invierno los riegos deben de ser más espaciados. Le es necesaria una humedad ambiente entre 60% y 80%, además de una buena ventilación.
- Abonos

Las orquídeas no son muy exigentes en el abonado. En Primavera se les puede suministrar una fórmula estándar de 20-20-20 correspondientes al Nitrógeno, Fosfato y Potasio para estimular la nueva generación de hojas. Un abonado debe ser seguido de 3 riegos con agua clara.                                                  
- Aclareo

Debido a que la planta posee numerosos pseudobulbos, se debe entresacar además de conseguir nuevas plantas, para mantenerla vigorosa.

El aclareo debe ser precedido por una limpieza de la planta, quitándole las raíces muertas (marronáceas y vanas), las vivas son blancas y verdes en los extremos. Para estimular la actividad de las raíces se debe poner un tiesto más bien pequeño. El grano del substrato utilizado no debe ser muy grueso.

## Etimología
El nombre procede del griego  "odontos" = diente y "glossos" = lengua pues el  labelo  presenta en su centro unas callosidades en forma de dientes. 

## Sinonimia
- Lichterveldia Lem., Ill. Hort. 2: t. 59 (1855).
- Symphyglossum Schltr., Orchis 13: 8 (1919), nom. cons.
- Collare-stuartense Senghas & Bockemühl, J. Orchideenfr. 4: 73 (1997).[1]

## EspeciesOdontoglossum
- Odontoglossum angustatum Lindl.
- Odontoglossum armatum
- Odontoglossum aspidorhinum
- Odontoglossum aureum Perú
- Odontoglossum auriculatum
- Odontoglossum auropurpureum
- Odontoglossum bachmannii  sp

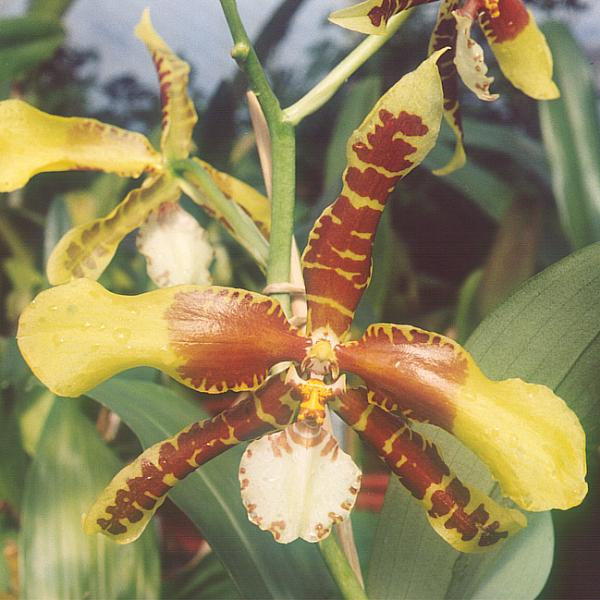
Odontoglossum
Rawdon Jester,
híbrido

- Odontoglossum bictoniense (reclasificada como Rhynchostele bictoniensis)
- Odontoglossum blandum
- Odontoglossum cervantesii   Lex. (var.  decorum T.B. Moore,  var.  lilacinum  Linden & Rodigas) México.
- Odontoglossum cervantesii Lex. Soto Arenas & Salazar ssp. membranacea (Lindl.)  México.
- Odontoglossum cirrhosum
- Odontoglossum claviceps
- Odontoglossum compactum

- Odontoglossum constrictum

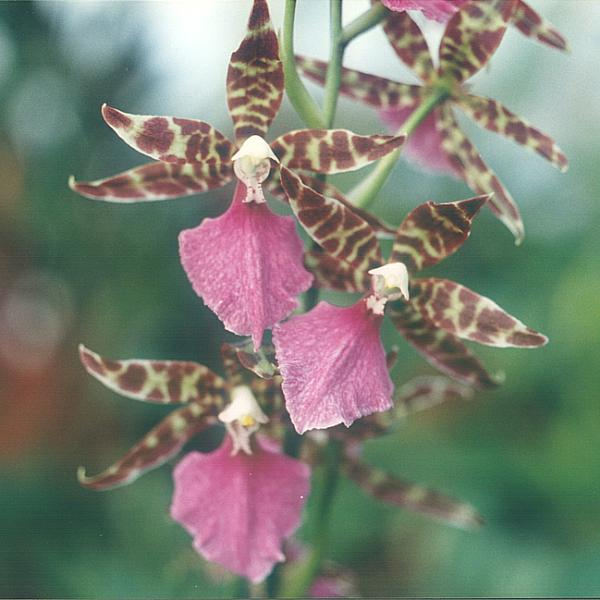
Odontoglossum Violetta
von Holm "Bianca"
Híbrido

- Odontoglossum Convallarioides Lirio del valle
- Odontoglossum crinitum Rchb.f.
- Odontoglossum crispum
- Odontoglossum cristatum Lindl. Endémica del Perú.
- Odontoglossum cristatellum
- Odontoglossum crocidipterum
- Odontoglossum cruentum
- Odontoglossum dipterum
- Odontoglossum epidendroides H.B.K., Typus Art
- Odontoglossum gloriosum
- Odontoglossum grande Orquídea tigre.
- Odontoglossum hallii Ecuador.
- Odontoglossum harryanum
- Odontoglossum ioplocon

- Odontoglossum ixioides
- Odontoglossum juninense
- Odontoglossum kegeljanii
- Odontoglossum lacerum
- Odontoglossum leucopterum
- Odontoglossum lindenii
- Odontoglossum lindleyanum
- Odontoglossum lucianianum

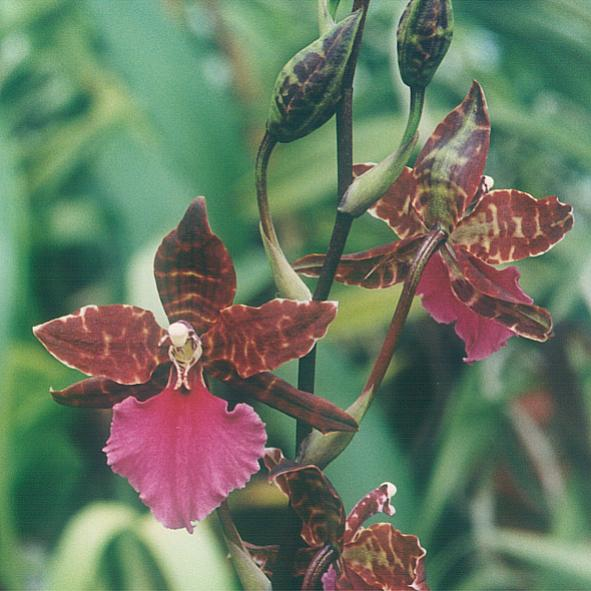
Odontoglossum Violetta
von Holm "Dominique"
Híbrido

- Odontoglossum luteopurpureum La flor insignia de Bogotá, Colombia
- Odontoglossum maculatum Lex.
- Odontoglossum matangense
- Odontoglossum mirandum
- Odontoglossum naevium
- Odontoglossum nevadense
- Odontoglossum nobile Colombia.
- Odontoglossum odoratum
- Odontoglossum pardinum
- Odontoglossum pescatorei
- Odontoglossum portillae
- Odontoglossum portmannii
- Odontoglossum povedanum
- Odontoglossum praenitens
- Odontoglossum praestans
- Odontoglossum pulchellumLindl. México, Guatemala, El Salvador.
- Odontoglossum ramosissimum
- Odontoglossum ramulosum
- Odontoglossum resversum
- Odontoglossum revolutum
- Odontoglossum rhynchanthum
- Odontoglossum rossii
- Odontoglossum sapphiratum  Bockemuhl
- Odontoglossum sceptrum
- Odontoglossum schilleranum
- Odontoglossum schlieperianum  Torito reina.
- Odontoglossum spathaceum
- Odontoglossum spectatissimum
- Odontoglossum subuligerum
- Odontoglossum tenue  Cogniaux 1895.
- Odontoglossum tetraplasium
- Odontoglossum trilobium
- Odontoglossum tripudians
- Odontoglossum vexillerum
- Odontoglossum vierlingii   Sengh.
- Odontoglossum wallisii
- Odontoglossum weiri
- Odontoglossum wyathianum Amazonia del Perú.

## Odontoglossumhíbridos intergéneros
- Adaglossum: Adgm (Ada × Odontoglossum)
- Alexanderara: Al×ra (Brassia × Cochlioda × Odontoglossum × Oncidium)
- Andreettara: Are (Cochlioda × Miltonia × Odontoglossum × Zelenkoa)
- Aspodonia: Aspd (Aspasia × Laelia × Odontoglossum)
- Aspoglossum: Aspgm (Aspasia × Odontoglossum)
- Bakerara: Bak (Brassia × Miltonia × Odontoglossum × Oncidium)
- Baldwinara: Bdwna (Aspasia × Cochlioda × Odontoglossum × Oncidium)
- Banfieldara: Bnfd (Ada × Brassia × Odontoglossum)
- Barbosaara: Bbra (Cochlioda × Gomesa × Odontoglossum × Oncidium)
- Baumannara: Bmnra (Comparettia × Odontoglossum × Oncidium)
- Beallara: Bllra (Brassia × Cochlioda × Miltonia × Odontoglossum)
- Biltonara: Bilt  Ada × Cochlioda × Miltonia × Odontoglossum)
- Blackara: Blkr (Aspasia × Cochlioda × Miltonia × Odontoglossum)
- Brilliandeara: Brlda (Aspasia × Brassia × Cochlioda × Miltonia × Odontoglossum × Oncidium)
- Brummittara: Brum (Comparettia × Odontoglossum × Rodriguezia)
- Burkhardtara: Bktra (Leochilus × Odontoglossum × Oncidium × Rodriguezia)
- Burregeara : Burr (Odontoglossum × Cochlioda × Oncidium × Miltonia)
- Campbellara : Cmpba (Odontoglossum × Oncidium × Rodriguezia)
- Carpenterara: Cptra (Baptistonia × Odontoglossum × Oncidium)
- Colmanara: Colm (Miltonia × Oncidium × Odontoglossum)
- Cuitliodaglossum : Cdg (Cochlioda × Cuitlauzina × Odontoglossum)
- Cyrtoglossum': Cgl (Cyrtochilum Kunth × Odontoglossum)
- Degarmoara: Dgmra (Brassia × Miltonia × Odontoglossum)
- Derosaara: Droa (Aspasia × Brassia × Miltonia × Odontoglossum)
- Doncollinara: Dclna (Cochlioda × Odontoglossum × Rodriguezia)
- Goodaleara: Gdlra (Brassia × Cochlioda × Miltonia × Odontoglossum × Oncidium
- Gomoglossum: Gmgm (Gomesa × Odontoglossum).
- Kriegerara : Kgra (Ada × Cochlioda × Odontoglossum × Oncidium').
- Lagerara: Lgra (Aspasia × Cochlioda × Odontoglossum).
- Maccraithara: Mcc (Baptistonia × Cochlioda × Odontoglossum).
- Maclellanara: Mclna (Brassia × Odontoglossum × Oncidium)
- Maunderara: Mnda (Ada × Cochlioda × Miltonia × Odontoglossum × Oncidium).
- Morrisonara: Mrsa (Ada × Miltonia × Odontoglossum).
- Odonchlodiopsis: Ocp (Cochlioda × Miltoniopsis × Odontoglossum).
- Odontioda:  Oda (Odontoglossum × Cochlioda)
- Odontobrassia: Odbrs (Brassia × Odontoglossum)
- Odontocidium: Odcdm (Odontoglossum × Oncidium)
- Oncidodontopsis: Odd (Miltoniopsis × Odontoglossum × Oncidium).
- Odontopilia: Odpla (Odontoglossum × Trichopilia).
- Odontorettia: Odrta (Comparettia × Odontoglossum).
- Odontonia:  Odtna (Odontoglossum × Miltonia)
- Ontolglossum : Ogs (Odontoglossum × Oncidium × Tolumnia)
- Odontokoa : Otk (Odontoglossum × Zelenkoa)
- Odontozelencidium: Otl (Odontoglossum × Oncidium × Zelenkoa)
- Odontiopsis: Otp (Miltoniopsis × Odontoglossum)
- Odontostele: Ots (Odontoglossum × Rhynchostele)
- Philippiara: Phl (Cochlioda × Miltoniopsis × Odontoglossum × Rhynchostele).
- Poeppigara: Ppg (Brassia × Miltonia × Miltoniopsis × Odontoglossum).
- Pavonara: Pvn (Aspasia × Miltonia × Miltoniopsis × Odontoglossum).
- Richardsonara: Rchna (Aspasia × Odontoglossum × Oncidium).
- Rodriglossum: Rdgm (Odontoglossum × Rodriguezia)
- Rehfieldara: Rfda ( Ada × Odontoglossum × Oncidium).
- Rhytoniglossum: Rtg (Miltoniopsis × Odontoglossum × Rhynchostele).
- Ruizara: Ruz (Brassia × Miltonia × Miltoniopsis × Odontoglossum).
- Rhyntonossum: Rys (Miltonia × Odontoglossum × Rhynchostele).
- Sanderara: Sand (Brassia × Cochlioda × Odontoglossum).
- Schafferara: Schfa (Aspasia × Brassia × Cochlioda × Miltonia × Odontoglossum).
- Sceloglossum : Sgl (Scelochilus × Odontoglossum).
- Shiveara : Shva (Aspasia × Brassia × Odontoglossum × Oncidium).
- Solanderara: Slr (Brassia × Cochlioda × Miltoniopsis × Odontoglossum).
- Spruceara: Spr (Cochlioda × Miltonia × Miltoniopsis × Odontoglossum).
- Stacyara: Stac (Cattleya × Epidendrum × Sophronitis
- Stewartara: Stwt ( Ada × Cochlioda × Odontoglossum).
- Triodoncidium: Tcd (Odontoglossum × Oncidium × Trichocentrum).
- Toluglossum: Tgl (Odontoglossum × Tolumnia).
- Vanalstyneara: Vnsta (Miltonia × Odontoglossum × Oncidium × Rodriguezia).
- Vuylstekeara: Vuyl (Cochlioda × Miltonia × Odontoglossum).
- Wingfieldara: Wgfa (Aspasia × Brassia × Odontoglossum).
- Wilsonara: Wils (Cochlioda × Odontoglossum × Oncidium).
- Withnerara: With (Aspasia × Miltonia × Odontoglossum × Oncidium).
- Zelglossoda: Zgd (Cochlioda × Odontoglossum × Zelenkoa).
- Zeltonossum: Zts (Miltonia × Odontoglossum × Zelenkoa).